# Gare de La Jarrie
La gare de La Jarrie est une gare ferroviaire française de la ligne de Saint-Benoît à La Rochelle-Ville, située sur le territoire de la commune de La Jarrie dans le département de la Charente-Maritime, en région Nouvelle-Aquitaine.
Elle est mise en service probablement en même temps que la ligne, en 1857, par la Compagnie du chemin de fer de Paris à Orléans et fermée à tout trafic en 1987[réf. nécessaire]. Cependant, des travaux ont été menés afin de rouvrir le point d'arrêt au service des voyageurs. La gare de La Jarrie est désormais une halte ferroviaire de la Société nationale des chemins de fer français (SNCF), desservie par des trains express régionaux (désormais du réseau TER Nouvelle-Aquitaine) depuis le 11 décembre 2016.

## Situation ferroviaire
Établie à 17 mètres d'altitude, la gare de La Jarrie est située au point kilométrique (PK) 129,084 de la ligne de Saint-Benoît à La Rochelle-Ville, entre les gares ouvertes d'Aigrefeuille - Le Thou et de La Rochelle-Ville. Elle est séparée de cette dernière par celles fermées de La Jarne - Saint-Rogatien et d'Aytré.

## Histoire

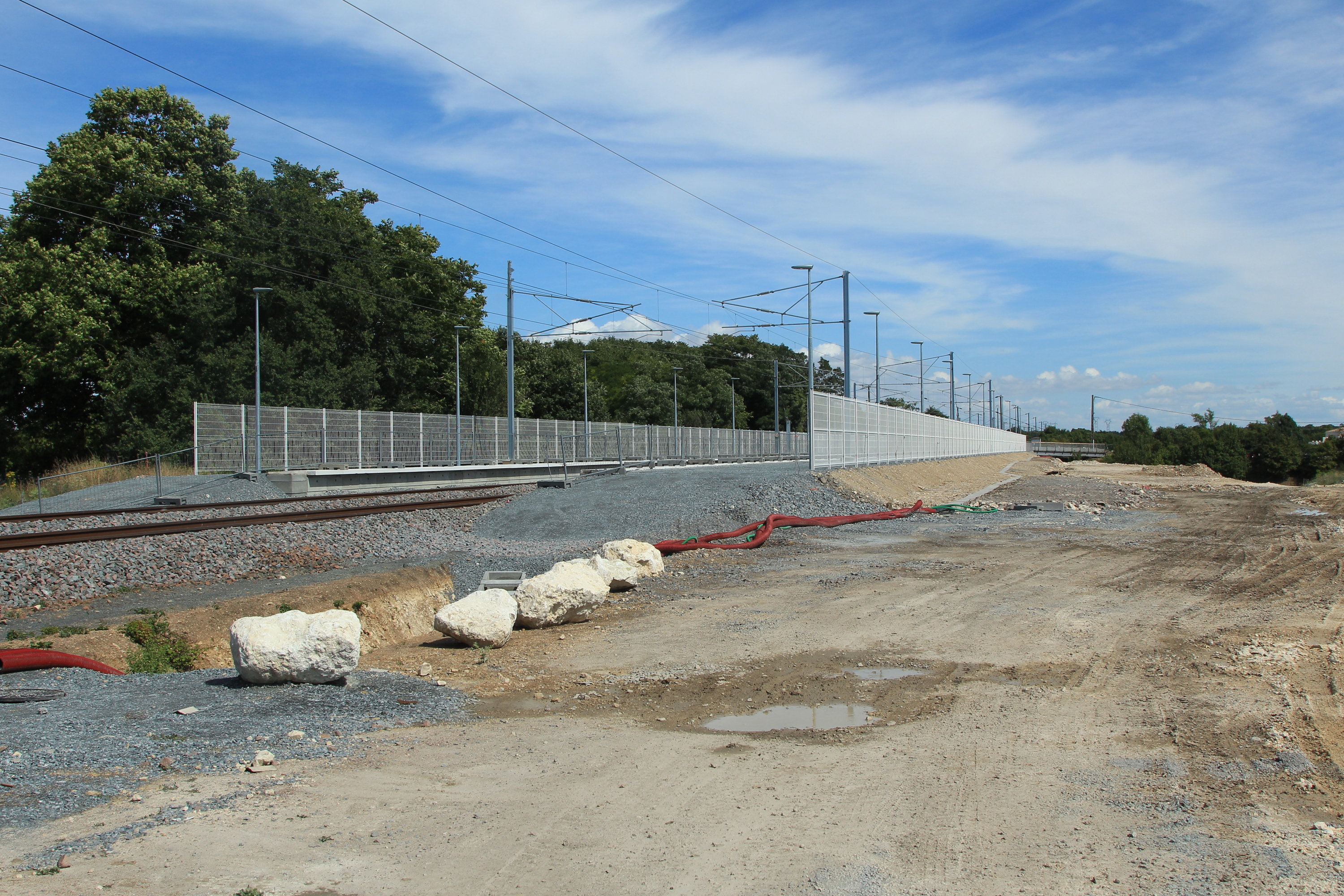
Travaux de réouverture en août 2016.

La halte ferroviaire de La Jarrie se trouve à côté du pont qui surplombe la route départementale 109, à l'emplacement même de l'ancienne gare. Les travaux se sont déroulés de mai à décembre 2016, leur coût est estimé en 2015 à 3 155 000 €. Le premier train a desservir de nouveau la gare a lieu le 11 décembre 2016.
La nouvelle halte est inaugurée le 19 janvier 2017, par Alain Rousset, président de la région Nouvelle-Aquitaine, le directeur territorial SNCF Réseau Nouvelle-Aquitaine Alain Autruffe, et quelques élus locaux.

## Fréquentation
De 2015 à 2023, selon les estimations de la SNCF, la fréquentation annuelle de la gare s'élève aux nombres indiqués dans le tableau ci-dessous.
| Année     | 2015 | 2016 | 2017  | 2018  | 2019   | 2020   | 2021   | 2022   | 2023   |
| --------- | ---- | ---- | ----- | ----- | ------ | ------ | ------ | ------ | ------ |
| Voyageurs | 0    | 119  | 6 372 | 9 346 | 18 035 | 13 853 | 17 939 | 27 766 | 28 546 |

## Service des voyageurs

### Accueil

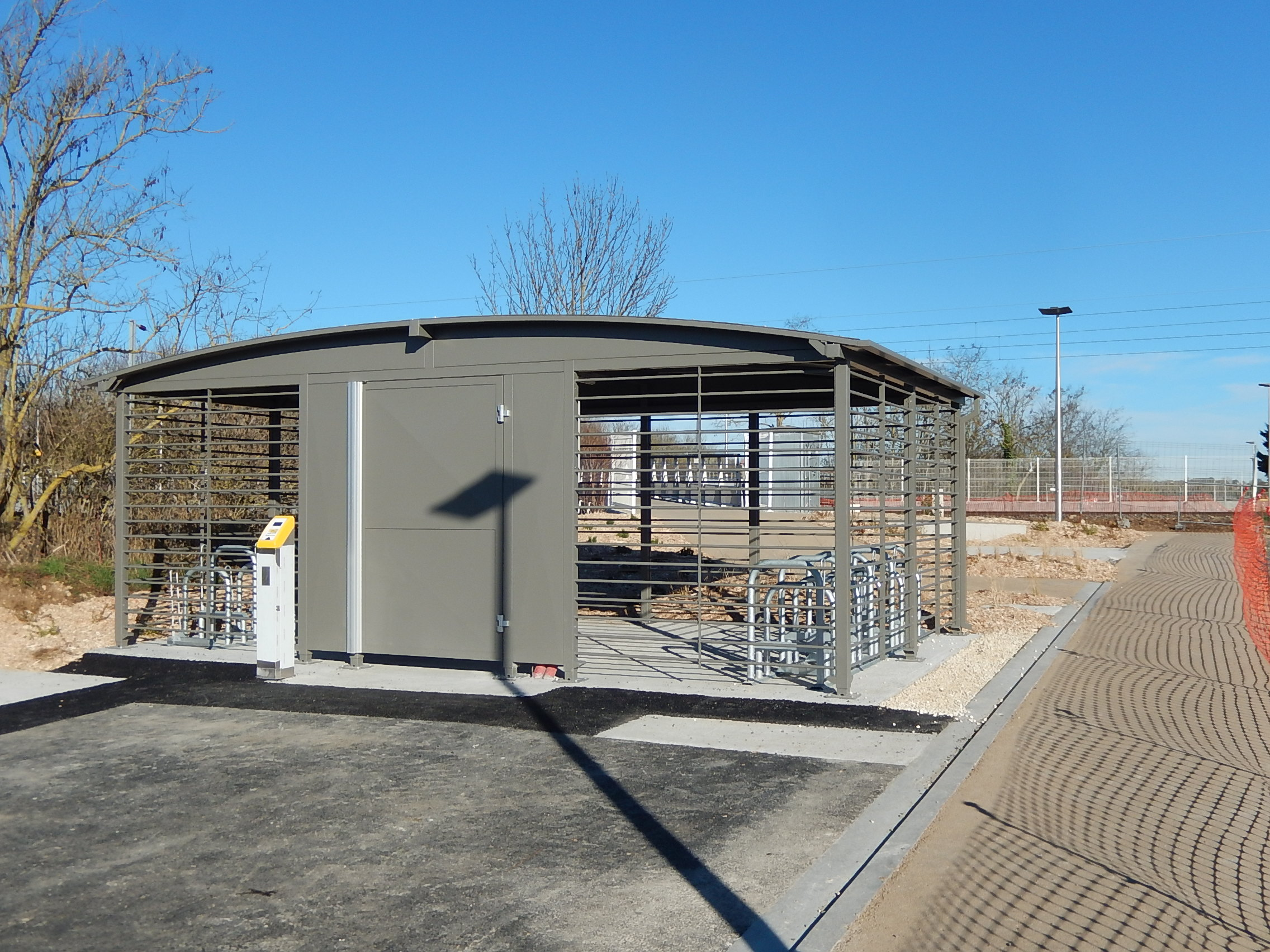
Le garage à vélos, situé près du quai pour les trains en direction de La Rochelle.

La gare est accessible aux personnes à mobilité réduite et dotée de places de stationnement pour les automobilistes. Elle dispose également d'un garage à vélo.

### Desserte
La Jarrie est desservie par des trains TER Nouvelle-Aquitaine.